# Friedrich Engemann
Friedrich Karl Engemann (* 13. Mai 1898 in Meuselwitz; † 21. Januar 1970 in Halle (Saale)) war ein deutscher Architekt, Designer und Hochschullehrer.

## Leben
Engemann machte von 1912 bis 1915 eine Lehre als Maurer. Anschließend besuchte er die Höhere Lehranstalt für Hoch- und Tiefbau Görlitz und sammelte erste Berufserfahrung in dem Görlitzer Architekturbüro von Alfred Hentschel (1880–1954). Er machte noch eine Ausbildung zum Möbeltischler und begann ein Studium für Raumkunst und Kunstkritik an der Staatlichen Akademie für Kunstgewerbe Dresden. 1923 schrieb er sich für ein Jahr an der Gewerbeakademie Chemnitz ein. Von 1924 bis 1925 war er Lehrer an der Gewerblichen Berufs- und Fachschule Görlitz und ab 1927 in Dessau.
1925 heiratete Engemann die Weberin und spätere Bauhaus-Schülerin Alma Else Imboden (1901–1996). 1927 zog er mit ihr nach Dessau. Dort war er bis 1933 Gewerbeoberlehrer an Berufs- und Fachschulen. Daneben besuchte er ab 1927 am Bauhaus den Vorkurs von Josef Albers und nahm Unterricht bei Wassily Kandinsky, Paul Klee, Oskar Schlemmer und Joost Schmidt. Von 1928 bis zur Schließung des Bauhauses durch die Nationalsozialisten 1933 war Engemann am Bauhaus Lehrer für Baufachzeichnen, Ausbau und darstellende Geometrie. Einer seiner Schüler war der spätere Maler Arthur Schmidt. 1929 setzte Hannes Meyer ihn als Leiter der Versuchs- und Entwicklungswerkstätten ein. Von 1928 bis 1930 war er Stellvertreter des Bauhaus-Direktors Ludwig Mies van der Rohe. Er gehörte als gewähltes Mitglied dem Beirat des Bauhauses an.
1930 baute Engemann in Dessau für sich ein Haus, das er dann bis 1950 bewohnte (heutige Adresse Fischereiweg 24). Es gehörte zu einer Gruppe von Häusern, die er am Bauhaus entwarf und an deren Ausbau die Bauhauswerkstätten beteiligt waren. Engemann entwarf für sein Haus die gesamte Inneneinrichtung.
Zur Sicherung seiner beruflichen Existenz wurde Engemann 1933 Mitglied der NSDAP. Von 1933 bis 1939 war er Leiter der Abteilung Holz an der Staatslehranstalt Dessau. Von 1939 bis 1945 war er als Architekt und Lehrer an Luftschutz- und Flugmeldeschulen in Halle und Dresden dienstverpflichtet.
Nach Kriegsende war Engemann maßgeblich am Wiederaufbau der kriegszerstörten Stadt Dessau beteiligt. Er engagierte sich u. a. mit Hubert Hoffmann für die Wiederbelebung des Bauhauses und war ab 1946 Mitglied der halbamtlichen Planungsgemeinschaft Bauhaus.
Von 1948 bis 1970 arbeitete Engemann an der heutigen Burg Giebichenstein Kunsthochschule in Halle, deren Entwicklung er wesentlich mitgestaltete; 1950 wurde er zum Professor mit Lehrauftrag berufen. Zu seinen Schülern gehörten u. a. Horst Brühmann und Eberhard Kull. Engemann war ab 1957 stellvertretender Direktor für Studienangelegenheiten und ab 1960 Prorektor für Forschung und Bildung.
Daneben war er weiter als Architekt und Designer tätig, u. a. gestaltete er 1950 die Aula der Hallenser Friedrich-Engels-Oberschule. 1951/1952 war er mit Erwin Hahs für die Umgestaltung der Aula der Kunsthochschule verantwortlich. In Berlin richtete er im Auftrag der Deutschen Bauakademie 1951/1952 im Hochhaus an der Weberwiese eine Musterwohnung ein, 1952 gestaltete er Läden an der Stalinallee, 1962 wurden von Engemann entworfene Möbel in einer Musterwohnungs-Ausstellung der Deutschen Bauakademie gezeigt.
Zudem hatte Engemann Funktionen in zentralen Institutionen, u. a. ab 1954 als Mitglied des Künstlerischen Beirats beim Ministerium für Leichtindustrie der DDR und der Deutschen Bauakademie und ab 1962 als Vorsitzender des Rates für Industrieform beim Ministerium für Kultur. Er hatte prägenden Einfluss auf die industrielle Formgestaltung in der DDR.
In der Sammlung der Stiftung Bauhaus Dessau befinden sich ca. 1350 Architekturzeichnungen, Dokumente und Fotografien aus dem Nachlass Engemanns. 1998 zeigte das Bauhaus in Dessau eine Auswahl aus dem Nachlass Engemanns zu Person und Werk.
Der Bruder Engemanns, Herbert Engemann (* 1912), war gleichfalls Lehrer am Bauhaus. Die Tochter Engemanns, Christine Engemann-Wendt (* 1945), war bis 2010 Chefrestauratorin des Dresdener Grünen Gewölbes.

## Rezeption
„Zahlreiche Möbel- und Architekturentwürfe lassen Engemanns Qualitäten als Architekten erkennen. Die Entwurfspalette reicht dabei von den Geist strikter Sachlichkeit und kompromissloser Funktionalität der Bauhausproduktion unter Hannes Meyer verpflichteten Entwürfen aus der Zeit um 1929/30 (Entwurf für das Anhaltische Druckhaus in Dessau 1929) über Gestaltungslösungen, die eher einer “moderaten Moderne” entsprechen (eigenes Wohnhaus, 1930) bis zu spezifischen Formauffassungen, die traditionsorientiert den handwerklichen Charakter der Herstellung zu betonen suchten und mit einem politischen Irrglauben, den Engemann in den 1930er Jahren unterlegen war, einhergingen.“

## Schriften (Auswahl)
- Wettbewerb um die gute Form. In: Bildende Kunst, Jahrgang 1964, S. 546–548.
- Industrieformgestaltung und Architektur. In: Bildende Kunst, Jahrgang 1965, S. 546–548.
- Vom schöpferischen Kern der Bauhaus-Idee. In: Ars, Bratislava Slovenská Akadémia Vied, 1969, S. 118–124.